# Paradiarsia i-geminum
Paradiarsia i-geminum là một loài bướm đêm trong họ Noctuidae.